# Jan Strumiłło
Jan Strumiłło (ur. 1979 w Warszawie) – polski architekt.

## Życiorys
Po ukończeniu studiów na Wydziale Architektury Politechniki Warszawskiej w 2005, pracował przez rok w biurze JEMS Architekci. W 2008 wyjechał do Szwajcarii, gdzie na uczelni ETH w Zurychu odbył roczne podyplomowe studia MAS pod kierunkiem Dietmara Eberle. Następnie pracował jako architekt w Baumschlager-Eberle w Szwajcarii i Austrii. W 2010 roku wrócił do Warszawy, gdzie założył własną pracownię.
W 2005 jego projekt dyplomowy Dobra/Drewniana zdobył nagrodę im. Małgorzaty Baczko i Piotra Zakrzewskiego. Jest zwycięzcą plebiscytu „Polak z Werwą” (2013). Autor m.in. klubokawiarni Towarzyska i bistro Recto|Verso w Warszawie. Do jego dzieł zaliczają się również instalacje artystyczne.
Autor książki Ukryty modernizm. Warszawa według Christiana Kereza (wyd. Karakter, 2015).